# Bender Tordeur Rodríguez
Pour les articles homonymes, voir Bender.
Bender Tordeur Rodríguez (Bender Bending Rodríguez en version originale), robot immatriculé « 2716057 », est un personnage de fiction et l’un des principaux (anti-héros dans son cas) de la série télévisée Futurama. Il fait partie avec son meilleur ami humain Fry et Leela d’un équipage spatial travaillant pour la société de livraison interstellaire Planet Express.

## Personnage
Bender est un robot du XXXe siècle, conçu dans une chaîne d’assemblage de la (es) Fábrica Robótica de la Madre (« Usine à Robots de M’man ») dans la ville de Tijuana, en Basse-Californie au Mexique : lui-même ignorant longtemps qu’il n’était en réalité pas conforme en sortie de chaine de montage (car dénué d’unité de sauvegarde), l’inspecteur 5 à l’époque chargé de l’approuver, attendri par sa petite bouille, outrepassa malgré tout le rejet de son propre chef pour qu’il soit « certifié ». Il en sortit donc avec le numéro de série « 2716057 » en 2996.
Cleptomane, il est aussi passionné par l’argent, égoïste, pervers, vulgaire et cynique. Fumeur porté sur les cigares les plus gros et fumigènes possible — pour l’unique raison de se donner un air « classe », il résiste tant bien que mal à se droguer au « Jack », de l’électricité que des robots « toxicomanes » s’injectent par l’intermédiaire de leur prise du même nom. Les différents sens du nom « bender » correspondent à sa fonction de « tordeur-plieur » ainsi que, dans un registre familier, son caractère autant « bagarreur » qu’adepte de « cuite ». Il exprime aussi régulièrement un suprémacisme robotique vis-à-vis des Humains, qu’il méprise de manière générale (à la seule exception de « son » — ami — Humain, Fry). À l’instar d’une version robot de stéréotype du Juif ultra-susceptible, il ne supporte de plus aucune critique vis-à-vis de son peuple d’origine. Les répliques cultes appartenant à ses blagues les plus récurrentes, sont « Et mon cul, c’est du Téflon !? », « Bender est génial » ainsi que l’affirmation — par lui-même ou l’un de ses proches — qu’il serait « constitué à 40 % de » quelque chose (changeant selon le sujet ou la situation).
Le 31 décembre 2999, alors que Bender faisait la queue pour utiliser une cabine à suicide de New New York, il rencontre l’Humain du XXe siècle à peine décryogénisé Philip J. Fry, qui devient vite son meilleur ami, collègue ainsi que colocataire.

### Apparence
Les caractéristiques visibles de Bender sont : sa teinte gris fumée (« […] la couleur de ma finition : ‹ gris vago ›. ») ; son antenne en haut du crâne (qui a pour lui la même valeur connotée que l’organe reproducteur masculin humain) ; ses yeux, semblables à deux ampoules incrustées dans une visière ; sa bouche, ressemblant ordinairement à une grimace figée ; ses membres en accordéon extensibles, dont deux pieds en forme de ventouses rigides et plates comme des sabots ; ainsi que son corps cylindrique — dont la silhouette rappelle une cuve à brassage ou un seau à ordures — et creux dans lequel il emmagasine tout et n’importe quoi (le plus souvent, le butin de ses larcins réguliers ; parfois, une créature ou un individu recroquevillé) grâce à une trappe sur son devant. Il a aussi un amour sacré pour son propre « cul », c’est-à-dire la reluisante plaque inférieure fixée sous son tronc, qu’il enlève ou enfile par ses jambes comme un caleçon (et prétend « lustrer tous les jours »).

### Famille
Son ascendance n’est pas clairement établie : sa mère est une matrice d’assemblage ; son père, un robot innomé tué par un ouvre-boîte (envenimant son antagonisme envers eux) ; son grand-père, une pelleteuse ; et sa tante Rita, une boîte à musique. Il a aussi un oncle châtelain de Thermostadt en Robo-Hongrie, Vladimir, qui l’a désigné comme l’un de ses héritiers par voie testamentaire, Bender étant son neveu préféré : il se méfie pourtant toute sa vie que celui-ci ne tente de l’assassiner. Il meurt de vieillesse alors que Bender devient une voiture-garoute : il précise par testament qu’il hériterait « à condition toutefois qu’il ne soit pas responsable de ma mort » et « passe une nuit entière dans mon château ». En partant pour le Mexique à la recherche de ses racines familiales, Bender sympathise par hasard avec un cousin robot tordeur (avec une moustache à la mexicaine) également roublard, Doblando Rodríguez, et se redécouvre une famille élargie chez les Rodríguez avec leur matriarche, sa grand-mère maternelle robot industriel Mamitabot, aussi « pochetronne » que lui.
Bender a pour sosie (hormis un postiche au menton) Flexo, également robot tordeur : leurs têtes sont côte-à-côte dans la machine qui les sélectionne pendant leur montage. Ils se rencontrent quand Fry écrase accidentellement Flexo dans une reconstitution du vieux New York. Un autre robot tordeur, simple et honnête fermier lunaire du nom de Billy West qui est son portrait craché, se fera descendre à cause de cette méprise par Bella, la fille cadette outragée de Don Bot.
Il a un fils premier-né qu’il cède au Robot Diable sans le moindre remords, avec beaucoup de brutalité et de bestialité — même selon les critères personnels du concerné. Il a également un second fils, Ben Distributeur Rodríguez, mais doit l’abandonner suite à une mise à jour qui le rend amnésique pour le laisser faire des études et poursuivre son rêve, la même passion que son père : tordre.

### Entourage
Au-delà de ses comportements antisociaux (atteignant dans les cas les plus extrêmes la psychopathie) ainsi que de son narcissisme décomplexé, il lui arrive de se montrer sensible, comme lorsqu’il déprime car Fry décide d’habiter sans lui et ne peut accepter ses visites, à cause de son antenne produisant des interférences avec les télévisions du voisinage. Capable de se montrer très possessif jusqu’à l’immoralité, il ne supporte pas d’être mis à l’écart par ses amis et peut lorsqu’il est contrarié, aller occasionnellement jusqu’au chantage au suicide pour attirer l’attention.
Peu après leur rencontre, Bender partage avec Fry son appartement no 00100100 de l’immeuble Robot Arms à New New York : l’Humain du XXe siècle désirant spontanément devenir son ami à leur premier contact et partageant nombres de points communs avec lui (entre autres une certaine insouciance, le sens de la fête avec leur goût pour l’alcool, le dilettantisme au travail…), Bender malgré certains mauvais tours à son détriment, s’attache sincèrement à Fry et en vient à le considérer à la fois comme son meilleur ami et « seul » ami humain, lui qui les méprise : au point que Fry demeure la seule personne pour qui Bender — qui en temps normal s’aime plus que tout — manifeste à plusieurs reprises la capacité au don de soi, ou dont il pleure la perte lors d’une mort présumée.
Une autre exception — par défaut cette fois — le rattache comme tous les autres robots à un être humain qui jouit de leur reconnaissance universelle : leur conceptrice officielle M’man, propriétaire des usines qui les ont vus naître, et qui est aimée d’eux comme une mère symbolique recevant tous les ans à cet égard leurs cadeaux affectueux (le sien compris) au cours de la fête des Mères.
Parmi ses collègues de Planet Express, le personnage qui moralement parlant reste le plus souvent antagoniste au robot immoral et tire-au-flac à travers la série est la capitaine d’équipage Leela qui, bien qu’elle finisse par progressivement accepter ses défauts — ou s’y habituer de guerre lasse — et se montre parfois même compréhensive envers lui, est en comparaison une employée modèle (selon les critères de Planet Express) habituellement aussi diligente qu’autoritaire dans le cadre de leur travail, et qui sert plus souvent que les autres de boussole morale ainsi que de voie de la raison au sein de l’équipe, notamment en s’opposant à ses fautes ou bêtises — ce qui n’empêche pas à la cyclope de céder elle-même ponctuellement à ses propres travers : Bender et elle conservent en dépit de cela une relation globalement amicale au cours de l’histoire, dont l’ambivalence est renforcée par l’amour pour Leela que son meilleur ami humain développe et entretient tout du long.
Pour ce qui a trait à ses soucis techniques ou existentiels de robot, leur patron un peu sénile et savant fou sur les bords le Pr Farnsworth, peut en qualité d’inventeur scientifique (qui se révèle être le concepteur originel de ses semblables à l’époque où il travaillait pour M’man), en constituer selon la situation du moment la solution et/ou le problème.
Il parle couramment chinois, ce qui lui permet de s’adresser à Amy sans que les autres personnages ne s’en rendent compte[réf. nécessaire]. Il tente d’assassiner son collègue le Dr Zoidberg pour pouvoir le cuisiner : il est comme une espèce de homard extra-terrestre, et Bender est passionné par la cuisine. Il y mettrait d’ailleurs du sel à hauteur de « 10 % de moins que la dose mortelle ». Dans le cas du bureaucrate Hermes, il assume « ne pas l’encadrer du tout » jusqu’à ce qu’ils sympathisent, à l’issue d’un voyage à deux finissant à son usine natale du Mexique en essayant de retrouver l’inspecteur 5 (Bender ignorant que les deux Humains concernés sont en vérité une seule et même personne).
Leurs débuts avec Nibbler, la mascotte informelle de Planet Express récupérée sur Vergon 6 et adoptée comme « animal de compagnie » par Leela, se passent tellement mal qu’il en vient à évacuer le Nibblonien glouton (pour avoir suscité trop d’attentions et englouti la pièce montée par le robot pour son anniversaire, mais avant qu’il n’ait pu se faire mousser auprès de l’équipe) dans les égouts de New New York par le siphon des toilettes, sans aucune espèce de remords ni de compassion face au chagrin de sa collègue cyclope : du moins, avant de se faire implanter de force une puce à émotions pour le contraindre à éprouver de l’empathie, ce qui le poussera — par incapacité à encaisser le sentiment de culpabilité — à partir à sa rescousse avec Fry et elle dans les bas-fonds de la ville.
Concernant Scruffy, dont la discrétion le rend anecdotique auprès de tout le monde, il lui est pour ainsi dire totalement indifférent au point même d’oublier son existence : quand l’Escroc Extra-terrestre Nudar menace d’abattre le concierge de Planet Express avec son désintégrateur pour s’assurer de la coopération de Bender, alors que Scruffy est présent depuis le début — et que le robot lui-même leur est déjà soumis par le Virus de l’Obéissance, sa seule réaction spontanée est de lever les mains au ciel avec un « Je le connais même pas ?! » sincèrement dubitatif.

### Amours
Bender a de nombreuses idylles durant la série, toutes de courte durée et pour la plupart superficielles : étant souvent le fait de son caractère jouisseur, volage et irresponsable, certaines de ces histoires deviennent tout de même sérieuses ou conséquentes pour le robot tordeur.
Les plus notables sont avec :

### Société civile
Le robot est titulaire d’une licence de « tordage » — option « tricot et couture » — obtenue à l'Université Wong de Mars où il a d’ailleurs fini premier de sa promotion, y gardant auprès des élèves une réputation légendaire de plus gros fêtard de sa génération — et de fauteur de troubles auprès du directeur : il se reconvertit cependant au début de l’histoire comme livreur intergalactique en travaillant avec Fry et Leela pour la société Planet Express dirigée par le Pr Hubert Farnsworth.
Le temps que Fry et Leela obtiennent des super-pouvoirs et deviennent des super-héros, il complète avec enthousiasme leur équipe des Nouveaux Justiciers sous le surnom de « Superking : de loin le plus fort du trio ! ». Il est intronisé dans la Ligue des robots (une société secrète robotique), et tente également d’intégrer l’équipe de balle de panier des Globetrotters (les descendants de l’équipe terrienne homonyme ayant immigrée sur la planète du même nom) : mais il se fait immédiatement rejeter. Son rêve est de devenir chanteur folk, et il le réalise brièvement après s’être vu privé de l’usage de ses membres dans un accident d’ouvre-boîte : il rencontre ainsi la Tête en Bocal de Beck et devient, à travers une chanson et une tournée de concerts, le porte-parole des robots cassés. Il tente plus tard une carrière solo en contrefaisant la guitare au son unique du meilleur artiste du milieu (Silicon Red), tout juste sorti de pénitencier, et vivant brièvement parmi les cheminots pour se forger une crédibilité.
Il tente de se convertir à la robotologie pour échapper à sa dépendance au « Jack » mais Fry et Leela, estimant finalement sa nouvelle personnalité « pieuse » absolument imbuvable, l’en empêchent et le replongent dans ses habitudes d’alcoolo-voleur : ce viol de ses nouveaux préceptes religieux lui vaudra un tour avec Beelzebot dans l’Enfer robotique. Bender est également momentanément membre de la Mafia robotique, mais est pris de regrets en se rendant compte qu’ils ont pour cible le vaisseau de Planet Express, et parvient à s’en sortir sans révéler ses liens ni à ses collègues organiques, ni à ses complices robots. Il devient le meneur pro-extermination des Humains sur la planète Chapeck 9, révélant ainsi son ambition : il en exclut cependant Fry, qui est son meilleur ami. Cette tendance se confirme plusieurs fois : en organisant par exemple une révolte planétaire des robots avortée par le départ consenti des Humains de la Terre (avec l’entité interdimensionnelle Yivo), dont il finit toutefois par regretter l’absence de « son » Humain ; ou encore, lorsqu’il est révélé par un homme venu du futur qu’il est devenu dans sa propre réalité post-apocalyptique de 3028 le meneur charismatique du soulèvement des machines contre les Humains. Il lui arrive tout de même de s’imaginer lui-même en être humain lors de son passage devant la machine Et si ? du professeur.
Il devient temporairement le pharaon tyrannique et mégalomane de O’Cyris IV, planète comparable en tout point à l’Égypte antique, et crée accidentellement sur son propre corps une micro-civilisation dont il devient le « Dieu de métal » le temps d’une errance dans l’espace lointain.

### Décès
En tant qu’« iObey Bender » au cours de son voyage dans le passé pour éliminer Fry, à cause de son piratage — avec le Virus de l’Obéissance téléchargé via un courriel indésirable — par les Escrocs Extra-terrestres Nudar, Schlump et Fleb, Bender qui résiste à l’injonction au moment fatidique finit par s’autodétruire : mais il se révèlera n’être qu’un clone temporel condamné, le véritable Bender étant parti durant ce temps aux toilettes.
À l’issue de son tout premier « suicide » réussi (en vérité un meurtre sauvage par sa cabine à suicide, ancienne conquête névrosée), il expérimente le Purgatoire robotique en tant que « Bender Revenant » censé — selon un pacte avec le Robot Diable — tuer Fry en le hantant pour ressusciter : se sacrifiant finalement dans un geste altruiste pour sauver la vie de son ami humain, il accède au « Paradis des Robots », mais s’en fait de suite chasser en se rendant insupportable auprès du « Robot Dieu », pour pouvoir être renvoyé parmi les vivants dans son corps.
Il lui arrive également de mourir hors continuité de nombreuses et différentes manières — parfois collectivement avec les autres membres de Planet Express — à travers certaines histoires courtes d’épisodes non canoniques sur ton d’humour noir :

## Physiologie

### Composition
| matière   | n° atomique     | répartition |
| --------- | --------------- | ----------- |
| ferraille | s. o. (alliage) | 40%         |
| fer       | 26Fe            | 30%         |
| zinc      | 30Zn            | 45%         |
| titanium  | 22Ti            | 40%         |
| dolomite  | s. o. (cristal) | 40%         |
| 1. 2. 3.  |                 |             |

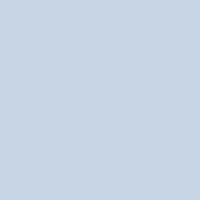
La surface externe de Bender est principalement métallique et de couleur gris‑bleu clair.

Bender affirme comme différence d’avec les Humains la surface externe principalement métallique de son corps,.
D’après ses propres affirmations (qui demeurent cependant non confirmées), sa composition serait faite de métaux et minéraux variés.
Il possèderait « 60 % d’espace de stockage », ainsi que « 40 % de chrome sur lui » : le second est toutefois à relativiser, puisqu’il est régulièrement affirmé — par lui-même ou l’un de ses proches — pour un comique de répétition qu’il serait « constitué à 40 % de » quelque chose changeant selon le sujet ou la situation (et parfois même, intangible comme une compétence ou abstraite comme une « qualité »).
Son choix de nuancier pour sa couleur de finition, de nuance gris‑bleu clair — qu’il tranchât contre une dorée en tirant à pile ou face, est nommé « gris vago » (« foghat gray » en version originale) par l’intéressé.

### Caractéristiques
Bender se nourrit exclusivement d’alcool, carburant universel de ses semblables dans cet univers, et peut « produire » par le bas de son corps des briques rouges sous le coup de la peur (ce qui est une illustration comique littérale de l’expression argotique anglophone « to shit bricks » — « chier des briques ») : à l’inverse des Humains, c’est en buvant qu’il reste sobre, et lorsqu’il ne boit pas d’alcool qu’il a les effets de l’ivresse. Fry lui déclare même, tandis qu’il constate son état lamentable après être resté abstinent trop longtemps : 

« Mais… Bender ! Tu es complètement sobre ! »

— Fry
À l’instar d’une tortue à laquelle il s’identifie, il peut recroqueviller sa tête ainsi que ses membres à l’intérieur de son corps, et peine à se relever lorsqu’il tombe sur le dos. Le contact entre sa tête et une source magnétique lui fait perdre ses inhibitions — le poussant entre autres à chanter et danser malgré lui, et révèle son rêve de devenir chanteur folk. Quand il regarde Fry, ses yeux affichent discrètement « faire semblant d'être ami et lui piquer tout son pognon »[réf. nécessaire]. Il a aussi un dispositif d’autodestruction dont le code secret est « 1A 2B 3C ».
Sa tête aurait au moins 1 055 ans de plus que son corps, car elle-ci reste coincée en 1947 lors d’un voyage dans le temps et doit attendre l’an 3002 avant d’être déterrée, et si seul ce retour dans le temps est retenu : en ne tenant uniquement compte que de la continuité de la série ainsi que de toutes ses aventures temporelles canoniques, tout en considérant correctes les estimations scientifiques du passé et du futur de l’univers principal, Bender existerait — mais en n’ayant que partiellement vieilli — selon une hypothèse éclairée depuis 27 400 000 000 + 20 150 plus quelques milliers et centaines d’années, ce qui fait virtuellement de lui le personnage le plus âgé de la série.

## Incursion
Hors de l’univers de Futurama, Bender fait des apparitions ou est mentionné dans d’autres œuvres de fiction :

### Série d’animation
- Dans l’autre série animée à succès du créateur et réalisateur Matt Groening, Les Simpson :

Mentions et apparitions
1. Bender apparaît avec d’autres figures ou personnages télévisuels (entre autres les agents du FBI Fox Mulder et Dana Scully d’X-Files : Aux frontières du réel) comme un employé de la FOX chargé de répondre au téléphone dans le but de récolter les dons des auditeurs[2] ;
2. Alors que Bart Simpson est victime d’une hallucination, durant laquelle ses camarades de classe se transforment en personnages connus, Bender lui apparaît avec Pikachu[3] ;
3. Une figurine articulée à l’effigie de Bender (avec une autre en modèle réduit du vaisseau de Planet Express) est visible sur l’étagère du vendeur de B.D.[4] ;
4. Une affiche de Futurama illustrant Bender aux côtés de Fry est visible sur le mur d’un vidéo-club[5] ;
5. Bart et Lisa Simpson peuvent voir leur avenir grâce à une invention du Pr Frink : dans une scène, Bender apparaît aux côtés de Bart et Homer plus âgés dans une voiture volante et leur dit « Génial, salut mes nouveaux meilleurs copains ! »[6] ;
6. Bender peut être discrètement vu en couverture d’une revue « Popular Robotics » (« Robots populaires ») fumant l’un de ses cigares[7] ;
7. À la fin d’une scène d’ouverture — parodiant le générique de la série animée de science-fiction Les Jetson de Hanna-Barbera — qui s’avérera être un rêve d’Homer, et dans laquelle il est observé à un « poste de travail » (une espèce de vivarium de musée avec un panneau indiquant « Ce pour quoi les Humains ont échoué ») par des robots, Bender se tient à côté d’eux muni d’une pelle à neige et d’un seau[8] ;
8. Dans le premier épisode canonique sur Halloween (ne faisant donc pas partie des spéciaux Simpson Horror Show), et dans lequel les habitants de Springfield portent tous des costumes pour l’occasion, Martin Prince est déguisé en Bender[9] ;
9. Durant l’une des versions de la scène emblématique du canapé en fin de générique d’ouverture, où la famille y est assise, il y a alors plusieurs bonds dans le futur durant lesquelles Homer disparaît et sa famille devient une version robotique d’elle-même, la place de ce dernier désormais occupée par Bender[réf. nécessaire].

Incursions
1. Dans un épisode incursif avec Futurama, Bender arrive de leur futur — qui est situé dans le même univers — pour tuer Homer Simpson, qui serait responsable d’une catastrophe déclenchée (en réalité par la faute de Bart) à son époque, mais refuse finalement de le faire après être devenu son ami durant une amnésie partielle temporaire — conséquence d’une chute brutale à son arrivée, ce qui pousse l’équipage de Planet Express à le rejoindre par sa propre trappe, qui leur sert de portail temporel, puis un voyage en sens inverse avec les Simpson pour régler la situation au XXXIe siècle : malgré le retour à la normale, le robot tordeur reste coincé dans le présent des Springfieldiens à la fin de l’épisode, et se met donc en stase pour mille ans dans leur cave, Homer lui offrant gentiment une dernière bière avant qu’il n’hiberne pour de bon[10] ;
2. Suite à sa présence établie par sa première incursion (où il est depuis censé être en veille dans la cave des Simpson), Bender est ironiquement utilisé comme coffre-fort quand Marge Simpson, afin d’acheter une nouvelle machine à laver, descend au sous-sol de la maison pour prélever un sac d’argent dans son corps[11] ;
3. Durant une scène d’Homer qui brise le quatrième mur en répondant à des questions de téléspectateurs (comblant la séquence par un monologue dans la version française) depuis un « bunker secret de la FOX », qui est en vérité une pièce dans sa maison, il se fait interrompre par Bender avec un air mécontent et une pancarte « BRING BACK FUTURAMA (AGAIN) » (« Ramenez Futurama [une nouvelle fois] »), allusion à l’annulation de sa propre série par la chaîne[12] ;
4. Au cours d’une inondation dans la maison des Simpson (à cause d’une canalisation endommagée par Homer), Bender peut être aperçu flottant dans l’eau[13].

- Dans un épisode de South Park, autre série d’animation satirique de Comedy Central, lors de sa première scène à l’hôpital Cartman offre comme jouet à Kenny un Robot Tordeur à l’effigie de Bender[14].

### Fiction audio
- Dans un épisode d’Adoprixtoxis, fiction audio francophone comique de science-fiction parodique par les créateurs Nico et Matt, Bender fait une apparition fugace (avec des extraits vocaux essentiellement tirés du premier épisode de Futurama et remontés) aux protagonistes, l’équipage du vaisseau spatial Broken Mirror, durant leur passage hasardeux par le dernier arrêt d’un métro de la « planète mystérieuse » éponyme[15].